# Tagma

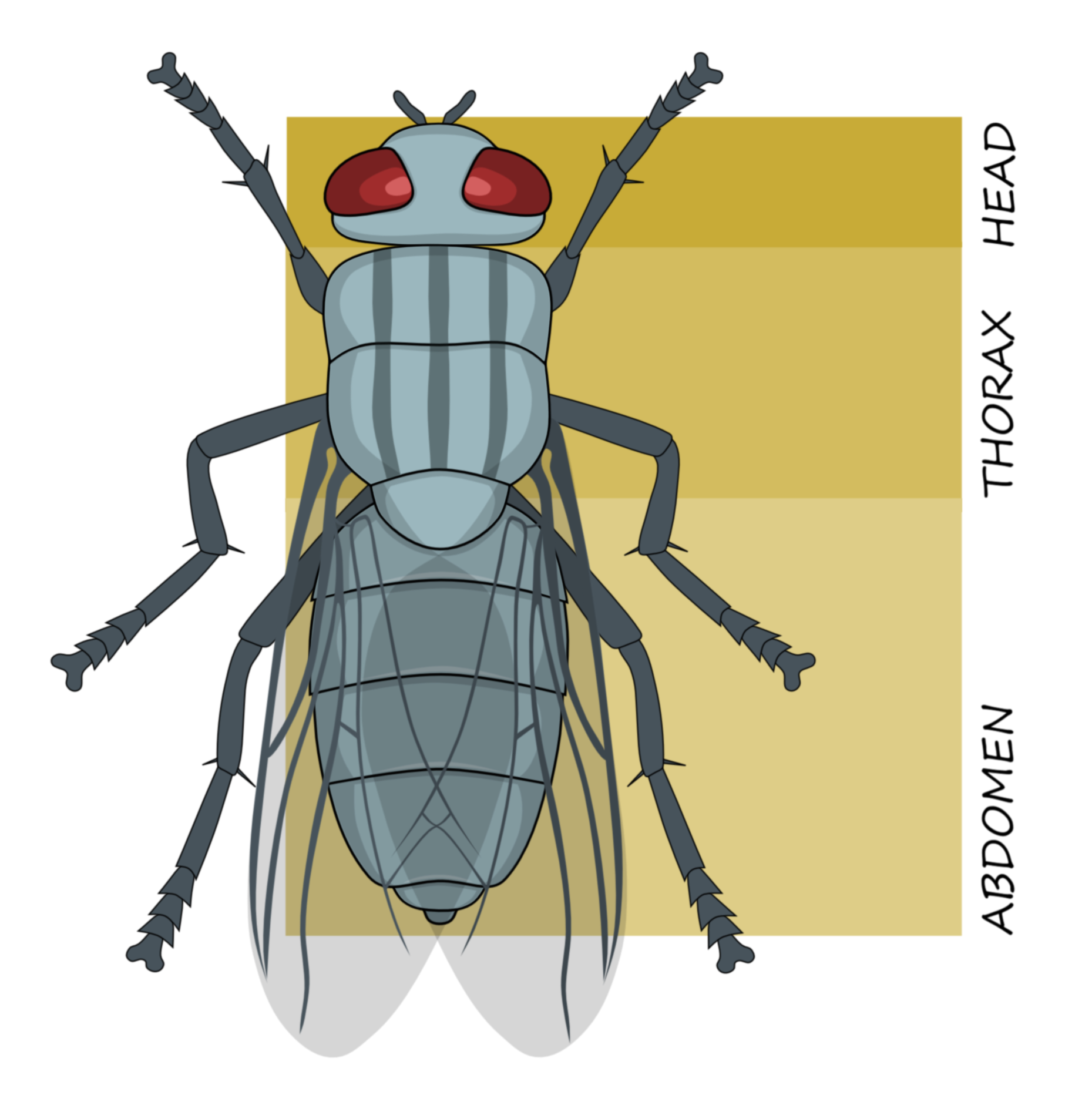
Tagmatisering hos en insekt (fluga).

Tagma (av grekiska τάγμα, plural τάγματα, tagmata) kallas en specialiserad grupp av segment eller metamerer som bildar en funktionell morfologisk enhet.
Segmenten kan antingen vara sammanvuxna (som i insekternas huvud) eller ledade och rörliga mot varandra (som i insekternas bakkropp). Man får tänka sig att djuren har utvecklats från former med många likadana segment, vardera med ett benpar, till former där segmenten har specialiserats gruppvis och blivit olika; detta kallas tagmatisering. Termen används mest då man talar om leddjuren, men kan även användas inom andra stammar, till exempel ryggsträngsdjuren (kordaterna).

## Tagmata hos olika grupper
Namnen som ges till tagmata i olika djurgrupper är ganska godtyckliga, och tagmata i en grupp är inte homologa till dem i en annan grupp.
- Insekterna har tre tagmata: huvud (caput), mellankropp (thorax) och bakkropp (abdomen). Caput består av acron plus 6 segment med mundelar och antenner. Thorax består alltid av 3 segment som alla har ett benpar, och de två bakre har dessutom i regel var sitt vingpar. Abdomen består av 11 eller färre segment och har aldrig extremiteter.

- De flesta spindeldjur, till exempel spindlar, skorpioner m.fl., har en tydligt tvådelad kropp. Huvud och mellankropp är sammansmälta till cephalothorax, och resten av kroppen utgör bakkroppen, abdomen. Dessa tagmata kallas med en modernare terminologi prosoma respektive opistosoma (av gr. pro- = främre, opisto- = bakre och soma = kropp).

- Vissa kräftdjur, särskilt högre kräftdjur, till exempel flodkräftan, har också sammansmälta främre segment, som kallas cephalothorax. Dessa är täckta av en sköld, carapax. Många kräftdjur, t.ex. gråsuggor och märlkräftor m.fl. har dock likartade segment och saknar avgränsad cephalothorax.

- Trilobiterna hade 3 tagmata: cephalon (huvud), thorax (kroppens mittparti) och pygidium (bakersta delen).

## Tagmosis
Den evolutionära processen som skapar tagmata genom att sammansmälta och förändra segment kallas tagmosis. Den medieras av Hox-gener och andra gener som kontrolleras av dessa. Processen har studerats mycket hos bananflugan.

## Galleri

Tagmata hos en trilobit: cephalon, thorax och pygidium.
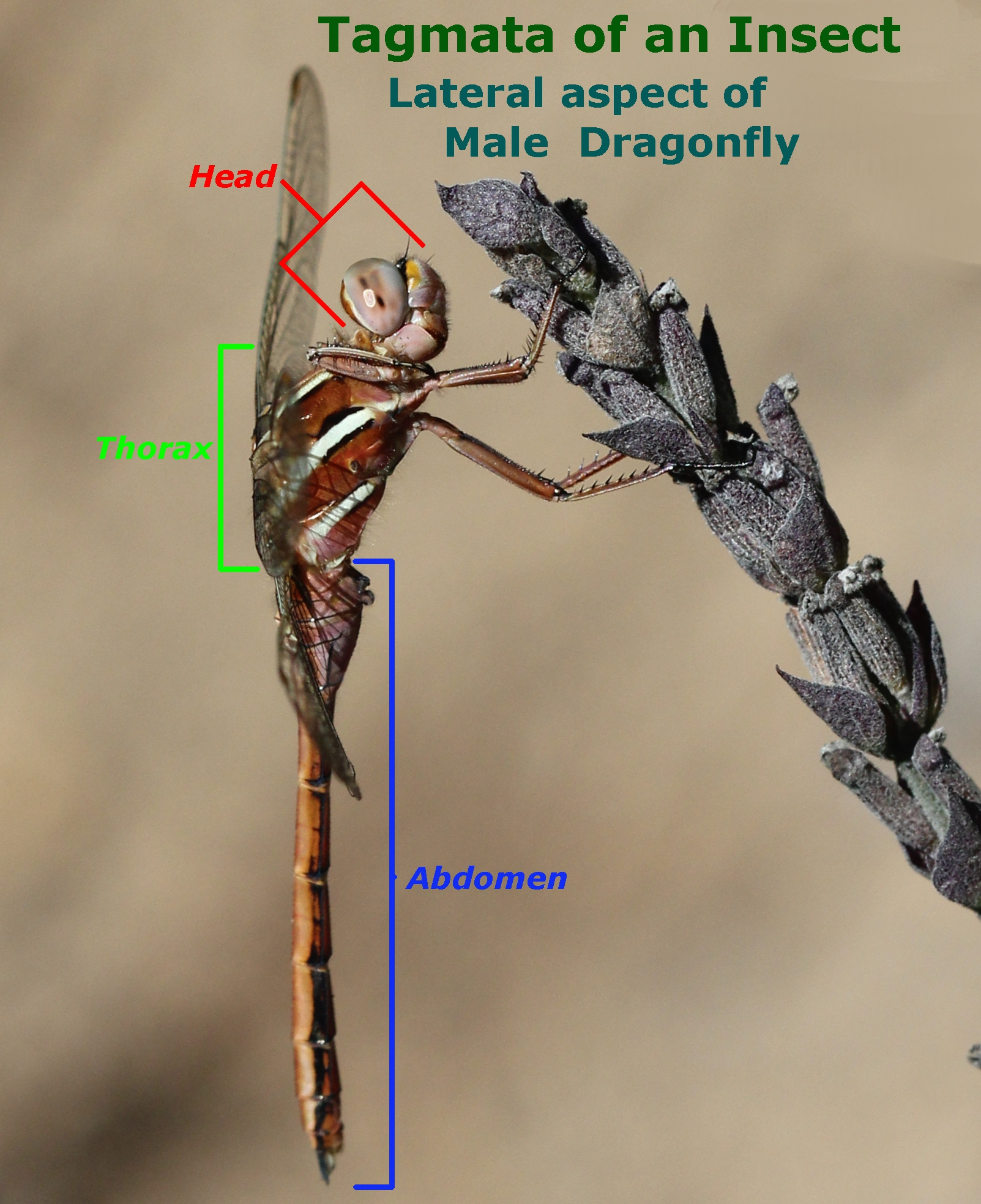
Tagmata hos en insekt (trollslända): huvud, mellankropp (thorax), bakkropp (abdomen).
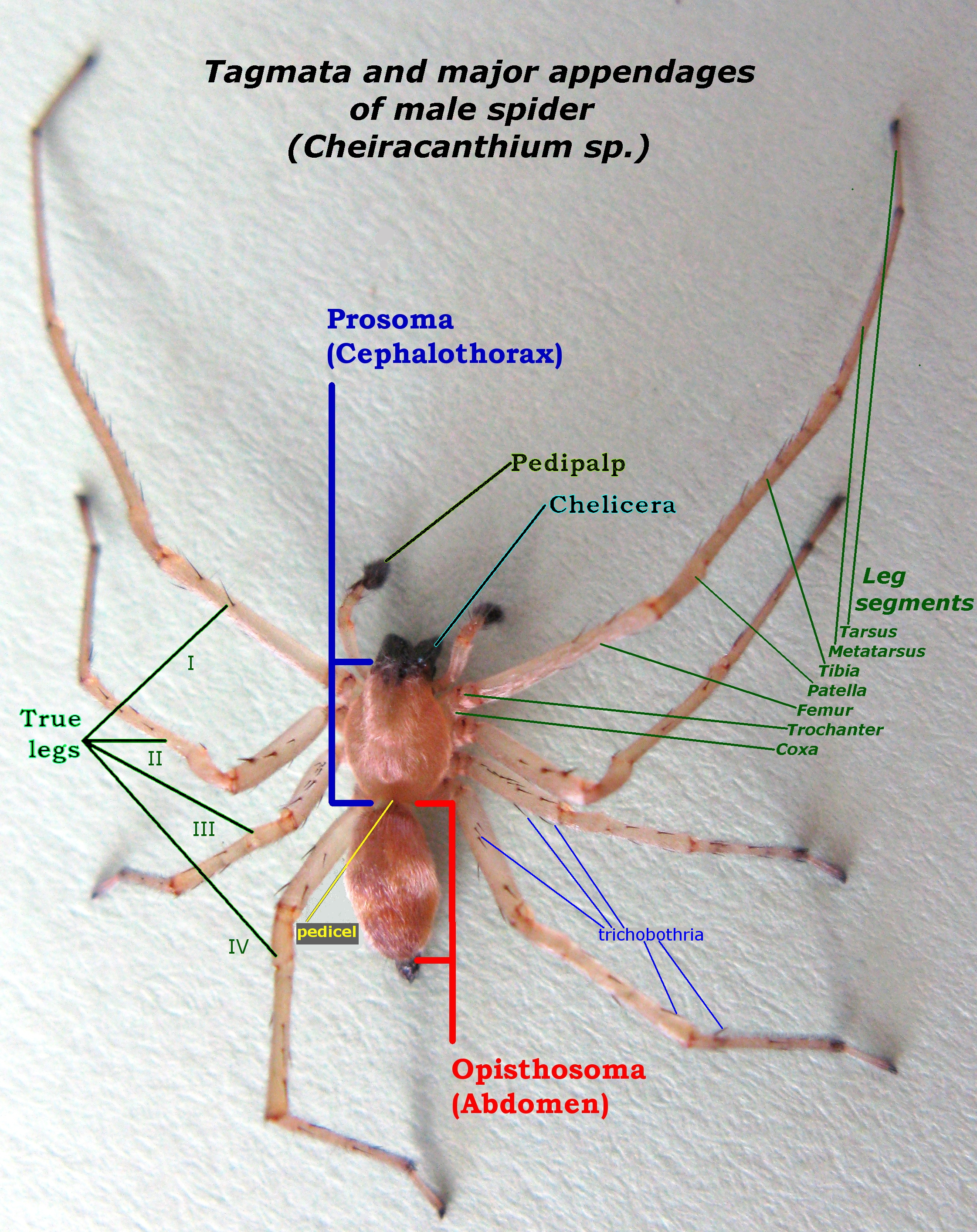
Tagmata hos en spindel: cephalothorax (prosoma), abdomen (opisthosoma).
Tagmata hos ett generaliserat kräftdjur: huvud, thorax, abdomen
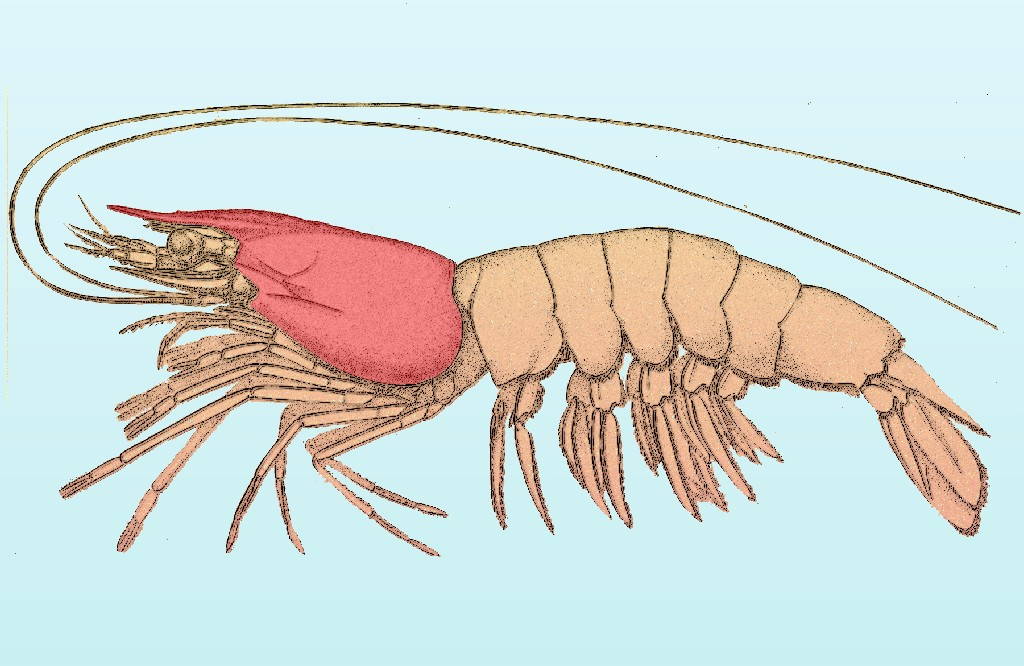
Tagmata hos ett kräftdjur, där cephalothorax är täckt av en sköld (carapax).
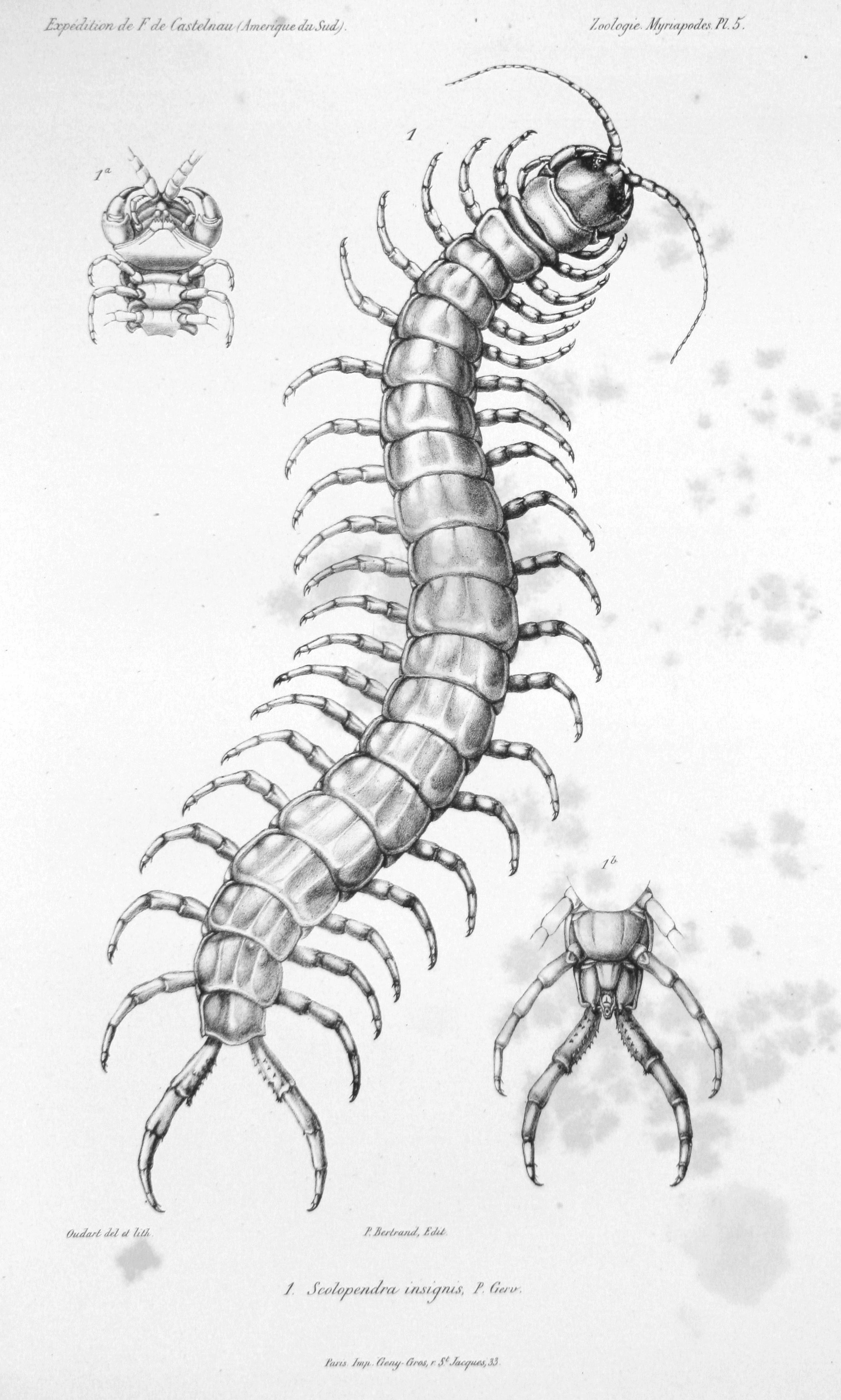
Mångfotingar saknar tagmatisering av kroppen.